# Skorpiovenator bustingorryi
Skorpiovenator bustingorryi (Skorpiovenator, "caçador d'escorpins") és un gènere representat per una única espècie de dinosaure teròpode abelisàurid que va viure a la fi del període Cretaci, fa aproximadament 93 milions d'anys, durant el Cenomanià, en el que és avui Sud-amèrica. Va ser descrit i anomenat per Canale, Scanferla, Agnolin i Novas en 2008. El nom de gènere Skorpiovenator deriva de les paraula skorpios del grec que significa escorpí i el vocable llatí venator que significa caçador. El nom de l'espècie S. bustingorryi és en honor de Manuel Bustingorry, amo del camp on fos oposat.
L'holotip (MMCH-PV 48) es troba en el Museu Municipal “Ernesto Bachmann”, de Vila El Chocón, Neuquén, Argentina és un esquelet articulat, amb el crani gairebé complet amb mándibulas, la major part dels ossos postraneales faltant solament el braç dret i l'última meitat de la cua. Gràcies a aquests es pot estimar un llarg de 6 metres pel Skorpiovenator L'espècimen va ser recobrat de la part baixa de la Formació Huincul en Patagonia, datada durant el Cenomanià, al voltant de 93 milions d'anys.